# Шеша
Ше́ша или Ананташеша (санскр. अनन्‍त शेष, IAST: Ananta Śeṣa «бесконечный Шеша») — одна из форм Бога в индуизме и ведизме — тысячеголовый змей, царь всех нагов. Шеша выступает олицетворением вечного времени. Согласно «Бхагавата-пуране», Шеша — это аватара Вишну, также известная по имени Санкаршана. В Пуранах описывается, что Шеша поддерживает на капюшонах своих голов все планеты Вселенной и постоянно занят воспеванием славы и имён Вишну своими бесчисленными устами.
Ананташешу обычно изображают как гигантского змея, свернувшегося кольцами в космическом пространстве и плавающим в водах вселенского причинного океана (мифологического мирового океана). Его кольца выступают как место отдыха для Вишну и Его вечной супруги Лакшми. Его изображают пятиголовым, семиголовым, и наиболее часто — с множеством голов, на каждой из которых он носит разукрашенную драгоценными камнями и узорами корону.
Ананта-шеша тесно ассоциируется с Вишну. Его имя в переводе означает «то, что остаётся», и происходит от санскритского корня шиш (śiṣ) — после того, как вселенная разрушается в конце каждой калпы, Шеша остаётся неизменным. В индуизме Баларама, Лакшмана и Нитьянанда, рассматриваются как воплощения Шеши (или наоборот). Воплощением Шеши также считается Патанджали.
Согласно «Махабхарате» отцом Шеши был риши Кашьяпа, а матерью — Кадру. В одной из пуранических историй, Шеша даёт гору Мандару девам и асурам, дабы те использовали её как мутовку для взбалтывания молочного океана.
В честь Ананта-шеши названа столица южноиндийского штата Керала город Тируванантапурам (в переводе означает «Город Господа Ананты»).

## Описание
В Пуранах, в частности в «Бхагавата-пуране», говорится, что от Ананта-шеши изначально происходит Шива. Тело Ананта-шеши описывается как полностью духовное. Он живёт в обители, расположенной ниже планетной системы Патала. Он всегда пребывает в сердце Шивы и помогает ему разрушать вселенную. Поскольку Он учит Шиву уничтожать космос, Ананту иногда называют словом тамаси, которое указывает на то, что Он связан с гуной тьмы. Он описывается как изначальный повелитель материального сознания, который привлекает к себе всех живых существ, и за это его ещё называют Санкаршаной. Весь материальный мир покоится на головах Санкаршаны. Его лоб — источник энергии, с помощью которой Шива разрушает материальный мир. Санкаршана — воплощение Бога, поэтому множество преданных возносят ему молитвы, а все суры, асуры, гандхарвы, видьядхары и риши посещают планетную систему Патала, чтобы в глубоком почтении склониться перед ним. Описывается, что Ананта-шеша беседует с ними, и его речи очень приятны. Тело его целиком духовно и неописуемо прекрасно. Утверждается, что каждый, кто услышит об Ананта-шеше от истинного гуру, полностью избавится от телесных представлений о жизни. Вся материальная энергия действует в соответствии с замыслом Ананты, поэтому его следует считать первопричиной материального творения. Могущество Ананта-шеши безгранично, его величие не смог бы описать даже тот, у кого бесчисленное множество уст — именно поэтому его называют Анантой, «безграничным». Из милости ко всем живым существам он являет обитателям этого мира свой духовный облик.
Средневековый кришнаитский философ Джива Госвами описывает Ананташешу в своём труде «Кришна-сандарбха» следующим образом:
Тысячеголовый Шри Анантадева полностью независим. Всегда готовый служить Верховной Личности Бога, Он только и ждёт Его указаний. Санкаршана — это первая экспансия Васудевы, и, поскольку Он нисходит в этот мир по Своей воле, Его называют сварат, всецело независимым. Это значит, что Он безграничен и пребывает вне времени и пространства. Он предстает в образе тысячеголового Шеши.
В «Бхагавад-гите», на поле битвы Курукшетра, Кришна, говоря о своём качестве вездесущности, утверждает: «Среди многоглавых нагов Я — Ананта».

## Ананта-шеша в индуистских храмовых божествах
В большинстве вайшнавских храмов Южной Индии божество Вишну возлежит на кольцах свернувшегося змея Ананта-шеши. Согласно Клаусу Клостермайеру, философское толкование этого образа даёт возможность понять историю с точки зрения философии индуизма, согласно которой история не ограничивается человеческой историей на планете Земля или историей одной отдельно взятой вселенной: существует бесчисленное множество вселенных, в каждой из которых постоянно разворачиваются какие-то события. Ананта-шеша является олицетворением вечности, а каждый из витков его свернувшегося тела символизирует одну из вселенных материального мира с её историей.

## Другие имена
- Шеша-нага «(змей Шеша»)
- Ади-шеша («изначальный Шеша»)
- Ананта («бесконечный»/«безграничный»).
- Нагашаяна